# Niall Breen
Niall Breen (ur. 8 maja 1986 w Dundalk) – irlandzki kierowca wyścigowy.

## Kariera
Breen rozpoczął karierę w wyścigach samochodowych w roku 2005, od startów w Brytyjskiej Formule BMW. Z dorobkiem 49 punktów ukończył sezon na 11 pozycji. W późniejszych latach startował także w Brytyjskiej Formule Renault, Brytyjskiej Formule 3, Formule 3 Euro Series oraz w Porsche Supercup. W Formule 3 Euro Series dołączył do stawki w 2008 roku. Zdobył osiem punktów, które dały mu 16. miejsce w klasyfikacji generalnej.

## Statystyki
| Sezon | Seria                                     | Zespół                                 | Wyścigi | Zwycięstwa | PP | NO | Podium | Punkty | Pozycja |
| ----- | ----------------------------------------- | -------------------------------------- | ------- | ---------- | -- | -- | ------ | ------ | ------- |
| 2005  | Brytyjska Formuła BMW                     | Barwell Motorsport                     | 20      | 0          | 0  | 0  | 2      | 49     | 11      |
| 2006  | Brytyjska Formuła BMW                     | Fortec Motorsport                      | 20      | 9          | 8  | 4  | 16     | 304    | 1       |
| 2006  | Brytyjska Formuła Renault (edycja zimowa) | Fortec Motorsport                      | 4       | 0          | 1  | 1  | 3      | 94     | 2       |
| 2006  | Światowy Finał Formuły BMW                | Fortec Motorsport                      | 1       | 0          | 0  | 0  | 0      | 0      | 28      |
| 2007  | Brytyjska Formuła 3                       | Carlin Motorsport                      | 22      | 1          | 0  | 0  | 5      | 145    | 5       |
| 2007  | Grand Prix Makau                          | Carlin Motorsport                      | 1       | 0          | 0  | 0  | 0      | N/A    | NS      |
| 2007  | Masters of Formula 3                      | Carlin Motorsport                      | 1       | 0          | 0  | 0  | 0      | N/A    | NS      |
| 2008  | Formuła 3 Euro Series                     | Manor Motorsport                       | 16      | 0          | 0  | 0  | 1      | 8      | 16      |
| 2008  | Masters of Formula 3                      | Manor Motorsport                       | 1       | 0          | 0  | 0  | 0      | N/A    | 22      |
| 2010  | Porsche Supercup                          | Schnabl Engineering Team Parker Racinh | 2       | 0          | 0  | 0  | 0      | 0      | NS      |